# Фазан алмазний
Фазан алмазний (Chrysolophus amherstiae) — вид куроподібних птахів родини фазанових.

## Назва
Видовий епітет amherstiae вшановує графиню Сару Амгерст, яка привезла перших діамантових фазанів до Англії в 1828 році. Вона була першою дружиною тодішнього британського генерал-губернатора Індії Вільяма Пітта Амгерста.

## Поширення
Фазан алмазний трапляється в північно-східній М'янмі, Юньнані, центральному та західному Гуйчжоу, південно-східному Тибеті та центральному Сичуані. Віддає перевагу густим бамбуковим заростям і колючим заростям на схилах скелястих пагорбів і гір між 2100 і 3600 метрів над рівнем моря (у деяких місцях в Юньнані навіть до 4500 метрів) і зазвичай не часто відвідує ліси.
У минулому дика популяція була успішно інтродукована в Англії, оплотом якої був Західний Бедфордшир. Леді Амхерст вперше представила цього декоративного фазана у своїх маєтках герцога Бедфордського поблизу Вобернського абатства, де птахів також відстрілювали як дичину та схрещували з іншими екзотичними видами фазанів. Проте станом на кінець 2015 року вважається, що цей вид у Британії був винищений, а з березня 2015 року жодних підтверджених спостережень не було. У 2020 році молодий самець був помічений у Стаурбриджі (Вест-Мідлендс).

## Опис
Довжина самця становить 100—130 см, з яких 80-110 см припадає на хвіст, вага 650—900 г. Самиця, набагато менша, має довжину 55-70 см, з яких 30-45 припадає на хвіст, вага 600—750 г.
У самця голова увінчана гребнем, що складається з довгих ниткоподібних червоно-червоних пір'їн. Оголена шкіра навколо очних кілець синювато-сіруватого кольору; обличчя, підборіддя та горло металево-чорні з зеленими плямами; верхня частина грудей яскраво-металевого кольору з блакитними переливами, що сильно контрастує з чисто-білим кольором нижньої та черевної зони. Черевина складається з білих пір'їн із зовнішніми кінчиками, окантованими чорним райдужним переливом у блакитний колір, що надає всьому пір'ю лускатого вигляду. Боковини насиченого синього кольору; спина та крила синьо-зелені з металевими відблисками, що переходять у чорний колір. Круп золотисто-жовтий, верхні криючі покриви хвоста та зовнішня бахрома червоно-червоні; хвіст, дуже довгий, білий з чорними смугами. Райдужка сріблясто-біла, дзьоб і ноги з лапками, оснащеними шпорами, блакитно-сірі.
Самиці мають темне червоно-коричневе забарвлення з чорними смугами. Райдужка темно-коричнева; гола шкіра навколо очей, дзьоб і ноги синювато-сіруватого кольору; шпори на лапках відсутні або проявляються лише мінімально. Загалом їх легко сплутати з самицями золотого фазана, але вони, як правило, більші та мають більш виражені плями на оперенні, тоді як ділянки оголеної шкіри навколо очей і ноги блакитно-сіруватого кольору, а не жовтуваті, як у самок золотого фазана. Наявність жовтого кольору на цих ділянках тіла є ознакою гібридизації двох видів.

## Спосіб життя
Це невловимий і потайний фазан, який непомітно виходить на відкриту місцевість і тут же відступає, щоб у разі небезпеки сховатися на узліссі. Самці видають свою присутність, коли кричать на світанку, сидячи на деревах. Трапляється поодинці, парами або групами по троє. Групи, що складаються з одного самця в компанії однієї або двох самиць, є нормою, тоді як групи з 20-30 особин формуються лише зрідка восени і взимку. У разі суворої зими ці групи тікають від сильних снігопадів і ховаються в долинах, щоб зосередити свою діяльність на зібраних полях у пошуках поживи. Живиться рослинною іжею: насіння, горіхи, ягоди, бруньки.